# 12855 Tewksbury
12855 Tewksbury è un asteroide della fascia principale. Scoperto nel 1998, presenta un'orbita caratterizzata da un semiasse maggiore pari a 2,5611419 au e da un'eccentricità di 0,1770860, inclinata di 2,20829° rispetto all'eclittica.
L'asteroide è dedicato alla studentessa statunitense Carolyn Morgan Tewksbury.